# DR 5
La DR 5, dal 2020 al 2022 nota come EVO 5, è un'autovettura di tipo Sport Utility Vehicle di segmento C commercializzato dalla casa automobilistica italiana DR Automobiles, presentato al Motor Show di Bologna nel 2006 e la cui produzione di serie è iniziata il 16 novembre 2007 per concludersi nel 2022.
Il primo restyling è stato presentato nel 2014, mentre un secondo e più profondo aggiornamento (che ha cambiato il nome della vettura in DR EVO5) è stato presentato al Motorshow di Bologna del 2016 per poi entrare in commercio l'anno dopo.
Dal 2020, il DR EVO5 viene denominata DR EVO; tuttavia, in un secondo momento dello stesso anno, la vettura viene integrata nella gamma del marchio EVO, assumendo la demoninazione di EVO 5.

## Il contesto

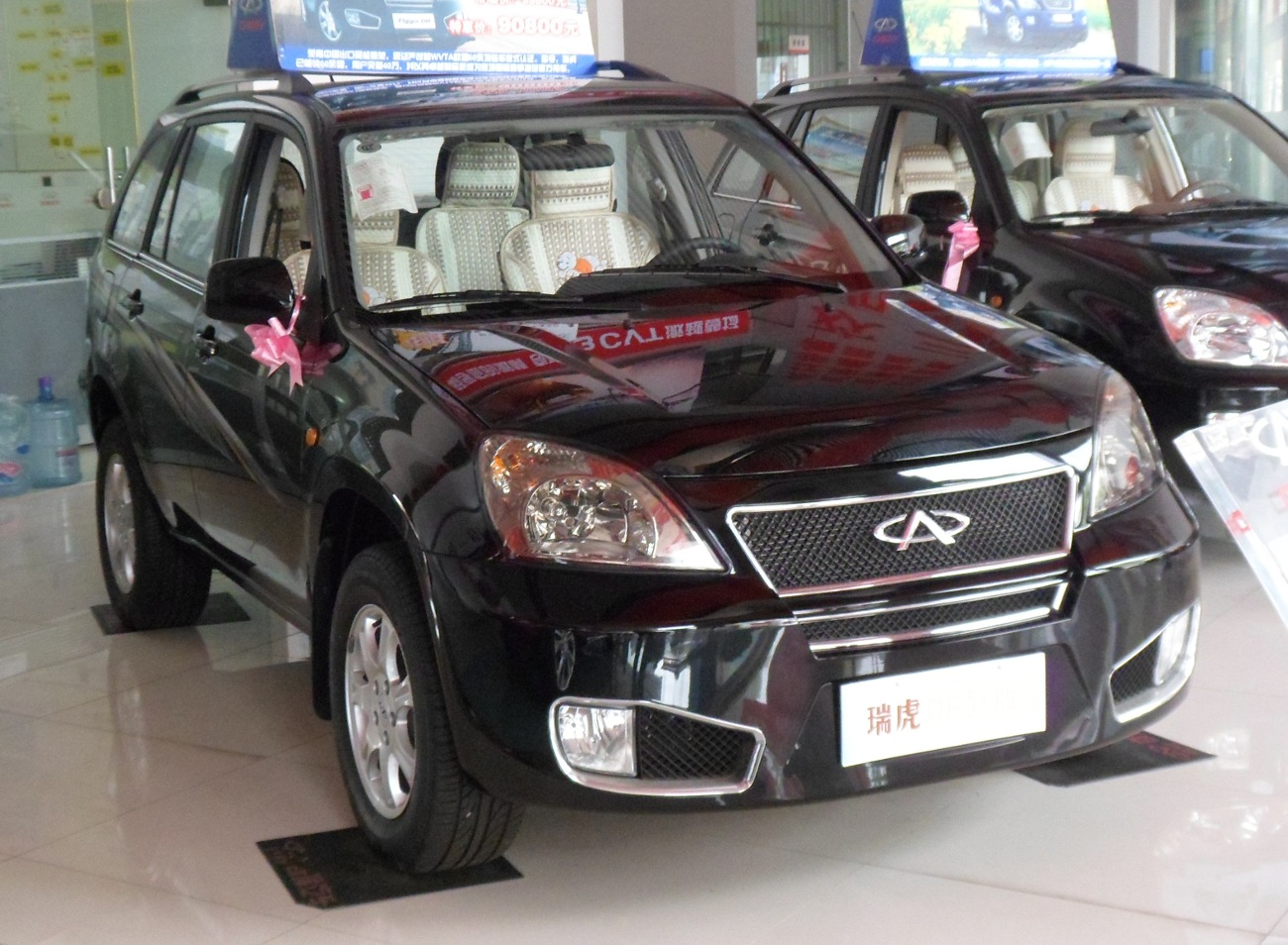
La Chery Tiggo venduta in Cina

Realizzata tramite un accordo tra la DR Motor e la cinese Chery Automobile, si tratta di un badge engineering della Chery Tiggo, una SUV compatta che veniva prodotta già dal 2005 in Cina e che ricordava nell'aspetto la seconda generazione del celebre SUV Toyota RAV4. Le differenze rispetto al modello di origine riguardano il frontale con paraurti inediti e parte delle rifiniture interne. Tutte le componenti vengono importate dallo stabilimento di Wuhu, Cina, dove la Tiggo viene prodotta e in seguito assemblate in Italia nello stabilimento di Macchia d'Isernia della DR Motor. L'elettronica è fornita dalla Bosch. 
Il veicolo veniva commercializzato in due versioni: quella d'ingresso Free e la versione al top Full Optional, ognuna delle quali poteva essere equipaggiata con tre diverse motorizzazioni:
- 2.0 benzina, 4 cilindri, motore progettato dell'azienda austriaca AVL e prodotto dalla Acteco, divisione motoristica della Chery;
- 1.9 Multijet turbodiesel common rail, motore prodotto da Fiat Powertrain Technologies abbinato ad una trasmissione manuale di origine Fiat;
- 1.6 benzina, 4 cilindri da 109 cavalli, di produzione Acteco.

Inizialmente la Dr 5 era stata equipaggiata solamente con una motorizzazione benzina 1.6 16V da 109 cavalli con la possibilità di installare l'impianto a metano oppure a GPL. La produzione della motorizzazione 1.9 diesel è iniziata a partire dal 2008, mentre il motore 2.0 benzina è arrivato l'anno seguente.

## Evoluzione
Nel secondo semestre del 2008 è iniziata la commercializzazione del motore 1.9 a gasolio da 120 CV di produzione FIAT, venduto con il nome di EcoJet, mentre dopo la presentazione al Motor Show di Bologna dello stesso anno arriva sul mercato nel corso del 2009 la motorizzazione 2.0 a benzina da 128 cavalli prodotta sempre dalla Chery, che è disponibile anche con impianto a GPL e Metano. Altro debutto la trazione integrale solo per la motorizzazione 2.0 disponibile anche accoppiata al cambio automatico sequenziale a quattro rapporti, denominato i-Matic.
Nel 2011 la gamma di motori viene aggiornata alle normative Euro 5: sparisce il 1.9 a gasolio, che non viene sostituito da nessun nuovo motore, mentre i motori a benzina (e, quindi, anche quelli bifuel) vengono tutti rivisti: il 1.6 adesso eroga 118 CV e il 2.0 invece ne eroga 139, ma tra di essi viene inserito un inedito motore 1.8 a benzina da 132 cv: quest'ultimo, però, non viene reso disponibile né con doppia alimentazione, né con trazione integrale o cambio automatico. Vengono, inoltre, introdotti nuovi allestimenti. 
La Dr 5 è stata aggiornata nell'agosto del 2014, rinnovando quasi del tutto il frontale (che adesso vede, tra le altre novità, le luci DRL a LED), il posteriore (nuovi sono i fari, i paraurti e la ruota di scorta ora disponibile anche senza copertura posteriore) ed anche gli interni (nuove plastiche più scure e design generale rivisto grazie soprattutto ad una nuova plancia più massiccia e spigolosa). La gamma dei motori viene ridotta a due motori: un 1.6 a benzina da 118 CV (disponibile anche in versione bifuel e con cambio automatico CVT) e un 2.0 a benzina da 128 CV (disponibile anch'esso in versione bifuel ed anche con la trazione integrale). Nel 2015 i motori vengono omologati Euro 6: il 1.6 passa a 128 CV e il 2.0 invece tocca quota 139 CV, mentre gli allestimenti vengono rivisti e debuttano i nuovi livelli Sport (più sportivo) e Style (più elegante) che si affiancano al livello base.
Il secondo facelift, più marcato, è stato presentato al Motorshow di Bologna del 2016 per entrare in commercio nel mese di febbraio dell'anno dopo: a cambiare adesso è tutta l'auto: nuovo il frontale, con fari a sviluppo orizzontale, mascherina ridotta e inediti paraurti, ma le modifiche hanno riguardato anche il posteriore (nuovi i fari e i paraurti) e gli interni (completamente ridisegnati e dotati anche di un moderno sistema di infotainment da 8 pollici e di plastiche di miglior qualità). Le altre modifiche hanno riguardato i colori, i cerchi in lega, i tessuti e l'arrivo dell'ESP con Hill Holder (non disponibile in passato) e del cruise control. Il comportamento dinamico dell'automobile, ora migliorato, è stato curato dagli specialisti della Lotus Engineering. I motori disponibile è sempre il 1.6 a benzina da 126 Cv reso disponibile solo con il cambio manuale e con la trazione anteriore. Non mancano, inoltre, le versioni bifuel a GPL e metano. Gli allestimenti disponibili sono all'inizio due: base ed Elegance, cui si aggiunge a marzo 2017 la serie speciale Monte Carlo dotata di una livrea specifica; un anno dopo però la gamma viene ridotta ad un solo allestimento, che non ha alcun nome. Il Dr EVO5 entra in commercio a febbraio del 2017 affiancandosi al vecchio Dr 5 fino all'anno successivo per poi sostituirlo. 
A partire dal 2020 il Dr EVO5 viene venduto con il solo nome di Dr EVO a causa dell'introduzione, a partire dallo stesso anno, del nuovo SUV compatto Dr 5.0: esteticamente le uniche novità, oltre ai nuovi loghi, sono l'adozione di un nuovo sottoparaurti e di una nuova leva del cambio, mentre l'unico motore disponibile rimane un 1.6 benzina aspirato da 126 CV omologato secondo le normative Euro 6D e abbinato ad un cambio manuale 5 rapporti e disponibile anche con alimentazioni bi-fuel a GPL e metano.
Qualche mese dopo, invece, la vettura viene commercializzata nella gamma del marchio EVO, nuovo marchio low-cost del gruppo DR, con il nuovo nome EVO 5 fino alla uscita dai listini, avvenuta nel mese di giugno del 2022, per lasciare spazio alla nuova generazione.

## Distribuzione commerciale
Per la commercializzazione iniziale, poiché l'azienda non disponeva di una propria rete vendita, è stato aperto un contratto con il Gruppo Finiper per la vendita del veicolo, tramite punti vendita e punti informazioni all'interno di supermercati. Era però possibile anche comprarlo direttamente nella fabbrica di Macchia d'Isernia, e nelle sedi di Campobasso e Pescara.
Oggi la DR, sia per i veicoli a marchio DR che per quelli a marchio EVO, possiede una propria rete di vendita in Italia composta da concessionarie e officine specializzate.

## Sicurezza
La DR5 non è mai stata sottoposta a crash test ufficiali. L'unico parametro di riferimento è il crash test svolto nel 2011, dall'australiana ANCAP, sulla Chery J11 (gemella della DR5). 
I test si sono svolti seguendo i protocolli adottati anche dall'Euro NCAP fino al 2008 (crash test frontale da 64km/h, crash test laterale da 50km/h, test di investimento di pedoni). Nel crash test frontale la J11 ottiene appena 2 punti su 16. La struttura della vettura collassa, il pedale del freno arretra di 138mm, la frizione di 103mm, lo sterzo arretra di 138mm e si alza di 58mm, il montante A si piega in avanti di 133mm. Complessivamente, il pilota riporta danni gravissimi a petto, gambe e piedi. Il passeggero anteriore riporta invece danni marginali ma non letali. Nel crash test laterale ANCAP assegna temporaneamente 16/16 di default, senza effettuare i test, in attesa che la vettura venga dotata di airbag laterali. Nell'impatto con i pedoni la vettura fallisce tutti i test, totalizzando 0 punti su 36. Nel complesso, la vettura ottiene 2 stelle su 5..
Sul sito ufficiale dell'azienda è stato invece pubblicato il video della prova di omologazione effettuata dalla DR5 presso il Csi (Centro sicurezza italiano) di Bollate.

## Dettagli tecnici
| Caratteristiche tecniche - DR5 Diesel 1.9               | Caratteristiche tecniche - DR5 Diesel 1.9                                                                                    | Caratteristiche tecniche - DR5 Diesel 1.9                                                                                    | Caratteristiche tecniche - DR5 Diesel 1.9                                                                                    | Caratteristiche tecniche - DR5 Diesel 1.9                                                                                    | Caratteristiche tecniche - DR5 Diesel 1.9                                                                                    |
| Configurazione                                          | Configurazione | Configurazione | Configurazione | Configurazione | Configurazione |
| ------------------------------------------------------- | --- | --- | --- | --- | --- |
| Carrozzeria: Sport Utility Vehicle                      | Carrozzeria: Sport Utility Vehicle                                                                                           | Posizione motore: anteriore                                                                                                  | Posizione motore: anteriore                                                                                                  | Trazione: anteriore | Trazione: anteriore |
| Dimensioni e pesi                                       | | | | | |
| Ingombri (lungh.×largh.×alt. in mm): 4285 × 1765 × 1705 | Ingombri (lungh.×largh.×alt. in mm): 4285 × 1765 × 1705                                                                      | Ingombri (lungh.×largh.×alt. in mm): 4285 × 1765 × 1705                                                                      | Ingombri (lungh.×largh.×alt. in mm): 4285 × 1765 × 1705                                                                      | Diametro minimo sterzata: 11 m                                                                                               | Diametro minimo sterzata: 11 m                                                                                               |
| Interasse: 2510 mm                                      | Interasse: 2510 mm | Carreggiate: anteriore 1520 - posteriore 1500 mm                                                                             | Carreggiate: anteriore 1520 - posteriore 1500 mm                                                                             | Altezza minima da terra: | Altezza minima da terra: |
| Posti totali: 5                                         | Posti totali: 5 | Bagagliaio: da 480 a 1.275 dm3                                                                                               | Bagagliaio: da 480 a 1.275 dm3                                                                                               | Serbatoio: 57 | Serbatoio: 57 |
| Masse                                                   | a vuoto: 1.397 kg / in ordine di marcia: 1.430 kg                                                                            | a vuoto: 1.397 kg / in ordine di marcia: 1.430 kg                                                                            | a vuoto: 1.397 kg / in ordine di marcia: 1.430 kg                                                                            | a vuoto: 1.397 kg / in ordine di marcia: 1.430 kg                                                                            | a vuoto: 1.397 kg / in ordine di marcia: 1.430 kg                                                                            |
| Meccanica                                               | | | | | |
| Tipo motore: Diesel 4 cilindri in linea                 | Tipo motore: Diesel 4 cilindri in linea                                                                                      | Tipo motore: Diesel 4 cilindri in linea                                                                                      | Cilindrata: 1.910 cm³ | Cilindrata: 1.910 cm³ | Cilindrata: 1.910 cm³ |
| Distribuzione: 8 valvole                                | Distribuzione: 8 valvole | Distribuzione: 8 valvole | Alimentazione: Multijet Common Rail 1600 bar                                                                                 | Alimentazione: Multijet Common Rail 1600 bar                                                                                 | Alimentazione: Multijet Common Rail 1600 bar                                                                                 |
| Prestazioni motore                                      | Potenza: 88 KW a 3.500-4.000 rpm / Coppia: 280 Nm a 2.000 rpm                                                                | Potenza: 88 KW a 3.500-4.000 rpm / Coppia: 280 Nm a 2.000 rpm                                                                | Potenza: 88 KW a 3.500-4.000 rpm / Coppia: 280 Nm a 2.000 rpm                                                                | Potenza: 88 KW a 3.500-4.000 rpm / Coppia: 280 Nm a 2.000 rpm                                                                | Potenza: 88 KW a 3.500-4.000 rpm / Coppia: 280 Nm a 2.000 rpm                                                                |
| Frizione:                                               | Frizione: | Frizione: | Cambio: Manuale a 5 marce + retromarcia                                                                                      | Cambio: Manuale a 5 marce + retromarcia                                                                                      | Cambio: Manuale a 5 marce + retromarcia                                                                                      |
| Telaio                                                  | | | | | |
| Sterzo                                                  | a cremagliera, servoassistito                                                                                                | a cremagliera, servoassistito                                                                                                | a cremagliera, servoassistito                                                                                                | a cremagliera, servoassistito                                                                                                | a cremagliera, servoassistito                                                                                                |
| Sospensioni                                             | anteriori: MacPherson, molle ad elica, barra stabilizzatrice / posteriori: Multi-link, molle ad elica, barra stabilizzatrice | anteriori: MacPherson, molle ad elica, barra stabilizzatrice / posteriori: Multi-link, molle ad elica, barra stabilizzatrice | anteriori: MacPherson, molle ad elica, barra stabilizzatrice / posteriori: Multi-link, molle ad elica, barra stabilizzatrice | anteriori: MacPherson, molle ad elica, barra stabilizzatrice / posteriori: Multi-link, molle ad elica, barra stabilizzatrice | anteriori: MacPherson, molle ad elica, barra stabilizzatrice / posteriori: Multi-link, molle ad elica, barra stabilizzatrice |
| Freni                                                   | anteriori: a disco / posteriori: a disco                                                                                     | anteriori: a disco / posteriori: a disco                                                                                     | anteriori: a disco / posteriori: a disco                                                                                     | anteriori: a disco / posteriori: a disco                                                                                     | anteriori: a disco / posteriori: a disco                                                                                     |
| Pneumatici                                              | 215/65R16 | 215/65R16 | 215/65R16 | 215/65R16 | 215/65R16 |
| Prestazioni dichiarate                                  | | | | | |
| Velocità: 180 km/h                                      | Velocità: 180 km/h | Velocità: 180 km/h | Accelerazione: da 0 a 100km/h 12,4s                                                                                          | Accelerazione: da 0 a 100km/h 12,4s                                                                                          | Accelerazione: da 0 a 100km/h 12,4s                                                                                          |
| Consumi                                                 | Urbano 7,8 (l/100km) - Extraurbano 5,3 (l/100km) - Misto 6,3 (l/100km)                                                       | Urbano 7,8 (l/100km) - Extraurbano 5,3 (l/100km) - Misto 6,3 (l/100km)                                                       | Urbano 7,8 (l/100km) - Extraurbano 5,3 (l/100km) - Misto 6,3 (l/100km)                                                       | Urbano 7,8 (l/100km) - Extraurbano 5,3 (l/100km) - Misto 6,3 (l/100km)                                                       | Urbano 7,8 (l/100km) - Extraurbano 5,3 (l/100km) - Misto 6,3 (l/100km)                                                       |
| Omologazione: Euro 4                                    | Omologazione: Euro 4 | Omologazione: Euro 4 | Emissioni CO2: 164(g/km) | Emissioni CO2: 164(g/km) | Emissioni CO2: 164(g/km) |
| Altro                                                   | | | | | |
| Rapporto di compressione                                | 18:1 | 18:1 | 18:1 | 18:1 | 18:1 |

| Caratteristiche tecniche - DR5 benzina 1.6              | Caratteristiche tecniche - DR5 benzina 1.6                                                                                   | Caratteristiche tecniche - DR5 benzina 1.6                                                                                   | Caratteristiche tecniche - DR5 benzina 1.6                                                                                   | Caratteristiche tecniche - DR5 benzina 1.6                                                                                   | Caratteristiche tecniche - DR5 benzina 1.6                                                                                   |
| Configurazione                                          | Configurazione | Configurazione | Configurazione | Configurazione | Configurazione |
| ------------------------------------------------------- | --- | --- | --- | --- | --- |
| Carrozzeria: Sport Utility Vehicle                      | Carrozzeria: Sport Utility Vehicle                                                                                           | Posizione motore: anteriore                                                                                                  | Posizione motore: anteriore                                                                                                  | Trazione: anteriore | Trazione: anteriore |
| Dimensioni e pesi                                       | | | | | |
| Ingombri (lungh.×largh.×alt. in mm): 4285 × 1765 × 1705 | Ingombri (lungh.×largh.×alt. in mm): 4285 × 1765 × 1705                                                                      | Ingombri (lungh.×largh.×alt. in mm): 4285 × 1765 × 1705                                                                      | Ingombri (lungh.×largh.×alt. in mm): 4285 × 1765 × 1705                                                                      | Diametro minimo sterzata: 11 m                                                                                               | Diametro minimo sterzata: 11 m                                                                                               |
| Interasse: 2510 mm                                      | Interasse: 2510 mm | Carreggiate: anteriore 1520 - posteriore 1500 mm                                                                             | Carreggiate: anteriore 1520 - posteriore 1500 mm                                                                             | Altezza minima da terra: | Altezza minima da terra: |
| Posti totali: 5                                         | Posti totali: 5 | Bagagliaio: da 480 a 1.275 dm3                                                                                               | Bagagliaio: da 480 a 1.275 dm3                                                                                               | Serbatoio: 55 | Serbatoio: 55 |
| Masse                                                   | a vuoto: 1.375 kg / in ordine di marcia: 1.390 kg                                                                            | a vuoto: 1.375 kg / in ordine di marcia: 1.390 kg                                                                            | a vuoto: 1.375 kg / in ordine di marcia: 1.390 kg                                                                            | a vuoto: 1.375 kg / in ordine di marcia: 1.390 kg                                                                            | a vuoto: 1.375 kg / in ordine di marcia: 1.390 kg                                                                            |
| Meccanica                                               | | | | | |
| Tipo motore: a 4 tempi, 4 cilindri in linea             | Tipo motore: a 4 tempi, 4 cilindri in linea                                                                                  | Tipo motore: a 4 tempi, 4 cilindri in linea                                                                                  | Cilindrata: 1.597 cm³ | Cilindrata: 1.597 cm³ | Cilindrata: 1.597 cm³ |
| Distribuzione: 16 valvole                               | Distribuzione: 16 valvole | Distribuzione: 16 valvole | Alimentazione: iniezione elettronica                                                                                         | Alimentazione: iniezione elettronica                                                                                         | Alimentazione: iniezione elettronica                                                                                         |
| Prestazioni motore                                      | Potenza: 80 kW a 6000 rpm / Coppia: 144 N·m a 4200 rpm                                                                       | Potenza: 80 kW a 6000 rpm / Coppia: 144 N·m a 4200 rpm                                                                       | Potenza: 80 kW a 6000 rpm / Coppia: 144 N·m a 4200 rpm                                                                       | Potenza: 80 kW a 6000 rpm / Coppia: 144 N·m a 4200 rpm                                                                       | Potenza: 80 kW a 6000 rpm / Coppia: 144 N·m a 4200 rpm                                                                       |
| Frizione:                                               | Frizione: | Frizione: | Cambio: Manuale a 5 marce + retromarcia                                                                                      | Cambio: Manuale a 5 marce + retromarcia                                                                                      | Cambio: Manuale a 5 marce + retromarcia                                                                                      |
| Telaio                                                  | | | | | |
| Sterzo                                                  | a cremagliera, servoassistito                                                                                                | a cremagliera, servoassistito                                                                                                | a cremagliera, servoassistito                                                                                                | a cremagliera, servoassistito                                                                                                | a cremagliera, servoassistito                                                                                                |
| Sospensioni                                             | anteriori: MacPherson, molle ad elica, barra stabilizzatrice / posteriori: Multi-link, molle ad elica, barra stabilizzatrice | anteriori: MacPherson, molle ad elica, barra stabilizzatrice / posteriori: Multi-link, molle ad elica, barra stabilizzatrice | anteriori: MacPherson, molle ad elica, barra stabilizzatrice / posteriori: Multi-link, molle ad elica, barra stabilizzatrice | anteriori: MacPherson, molle ad elica, barra stabilizzatrice / posteriori: Multi-link, molle ad elica, barra stabilizzatrice | anteriori: MacPherson, molle ad elica, barra stabilizzatrice / posteriori: Multi-link, molle ad elica, barra stabilizzatrice |
| Freni                                                   | anteriori: a disco / posteriori: a disco                                                                                     | anteriori: a disco / posteriori: a disco                                                                                     | anteriori: a disco / posteriori: a disco                                                                                     | anteriori: a disco / posteriori: a disco                                                                                     | anteriori: a disco / posteriori: a disco                                                                                     |
| Pneumatici                                              | 215/65R16 | 215/65R16 | 215/65R16 | 215/65R16 | 215/65R16 |
| Prestazioni dichiarate                                  | | | | | |
| Velocità: 160 km/h                                      | Velocità: 160 km/h | Velocità: 160 km/h | Accelerazione: da 0 a 100km/h 13,5s                                                                                          | Accelerazione: da 0 a 100km/h 13,5s                                                                                          | Accelerazione: da 0 a 100km/h 13,5s                                                                                          |
| Consumi                                                 | Urbano 9,6 (l/100km) - Extraurbano 7 (l/100km) - Misto 8,5 (l/100km)                                                         | Urbano 9,6 (l/100km) - Extraurbano 7 (l/100km) - Misto 8,5 (l/100km)                                                         | Urbano 9,6 (l/100km) - Extraurbano 7 (l/100km) - Misto 8,5 (l/100km)                                                         | Urbano 9,6 (l/100km) - Extraurbano 7 (l/100km) - Misto 8,5 (l/100km)                                                         | Urbano 9,6 (l/100km) - Extraurbano 7 (l/100km) - Misto 8,5 (l/100km)                                                         |
| Omologazione: Euro 4                                    | Omologazione: Euro 4 | Omologazione: Euro 4 | Emissioni CO2: 198(g/km) | Emissioni CO2: 198(g/km) | Emissioni CO2: 198(g/km) |
| Altro                                                   | | | | | |
| Rapporto di compressione                                | 10,5:1 | 10,5:1 | 10,5:1 | 10,5:1 | 10,5:1 |

| Caratteristiche tecniche - DR5 benzina 2.0              | Caratteristiche tecniche - DR5 benzina 2.0                                                                                   | Caratteristiche tecniche - DR5 benzina 2.0                                                                                   | Caratteristiche tecniche - DR5 benzina 2.0                                                                                   | Caratteristiche tecniche - DR5 benzina 2.0                                                                                   | Caratteristiche tecniche - DR5 benzina 2.0                                                                                   |
| Configurazione                                          | Configurazione | Configurazione | Configurazione | Configurazione | Configurazione |
| ------------------------------------------------------- | --- | --- | --- | --- | --- |
| Carrozzeria: Sport Utility Vehicle                      | Carrozzeria: Sport Utility Vehicle                                                                                           | Posizione motore: anteriore                                                                                                  | Posizione motore: anteriore                                                                                                  | Trazione: integrale | Trazione: integrale |
| Dimensioni e pesi                                       | | | | | |
| Ingombri (lungh.×largh.×alt. in mm): 4285 × 1765 × 1705 | Ingombri (lungh.×largh.×alt. in mm): 4285 × 1765 × 1705                                                                      | Ingombri (lungh.×largh.×alt. in mm): 4285 × 1765 × 1705                                                                      | Ingombri (lungh.×largh.×alt. in mm): 4285 × 1765 × 1705                                                                      | Diametro minimo sterzata: 11 m                                                                                               | Diametro minimo sterzata: 11 m                                                                                               |
| Interasse: 2510 mm                                      | Interasse: 2510 mm | Carreggiate: anteriore 1520 - posteriore 1500 mm                                                                             | Carreggiate: anteriore 1520 - posteriore 1500 mm                                                                             | Altezza minima da terra: | Altezza minima da terra: |
| Posti totali: 5                                         | Posti totali: 5 | Bagagliaio: da 480 a 1.275 dm3                                                                                               | Bagagliaio: da 480 a 1.275 dm3                                                                                               | Serbatoio: 55 | Serbatoio: 55 |
| Masse                                                   | / in ordine di marcia: 1.453 kg                                                                                              | / in ordine di marcia: 1.453 kg                                                                                              | / in ordine di marcia: 1.453 kg                                                                                              | / in ordine di marcia: 1.453 kg                                                                                              | / in ordine di marcia: 1.453 kg                                                                                              |
| Meccanica                                               | | | | | |
| Tipo motore: a 4 tempi, 4 cilindri in linea             | Tipo motore: a 4 tempi, 4 cilindri in linea                                                                                  | Tipo motore: a 4 tempi, 4 cilindri in linea                                                                                  | Cilindrata: 1.971 cm³ | Cilindrata: 1.971 cm³ | Cilindrata: 1.971 cm³ |
| Distribuzione: 16 valvole                               | Distribuzione: 16 valvole | Distribuzione: 16 valvole | Alimentazione: iniezione elettronica                                                                                         | Alimentazione: iniezione elettronica                                                                                         | Alimentazione: iniezione elettronica                                                                                         |
| Prestazioni motore                                      | Potenza: 94 kW a 5.500 rpm / Coppia: 174 N·m a 4500 rpm                                                                      | Potenza: 94 kW a 5.500 rpm / Coppia: 174 N·m a 4500 rpm                                                                      | Potenza: 94 kW a 5.500 rpm / Coppia: 174 N·m a 4500 rpm                                                                      | Potenza: 94 kW a 5.500 rpm / Coppia: 174 N·m a 4500 rpm                                                                      | Potenza: 94 kW a 5.500 rpm / Coppia: 174 N·m a 4500 rpm                                                                      |
| Frizione:                                               | Frizione: | Frizione: | Cambio: Manuale a 5 marce + retromarcia                                                                                      | Cambio: Manuale a 5 marce + retromarcia                                                                                      | Cambio: Manuale a 5 marce + retromarcia                                                                                      |
| Telaio                                                  | | | | | |
| Sterzo                                                  | a cremagliera, servoassistito                                                                                                | a cremagliera, servoassistito                                                                                                | a cremagliera, servoassistito                                                                                                | a cremagliera, servoassistito                                                                                                | a cremagliera, servoassistito                                                                                                |
| Sospensioni                                             | anteriori: MacPherson, molle ad elica, barra stabilizzatrice / posteriori: Multi-link, molle ad elica, barra stabilizzatrice | anteriori: MacPherson, molle ad elica, barra stabilizzatrice / posteriori: Multi-link, molle ad elica, barra stabilizzatrice | anteriori: MacPherson, molle ad elica, barra stabilizzatrice / posteriori: Multi-link, molle ad elica, barra stabilizzatrice | anteriori: MacPherson, molle ad elica, barra stabilizzatrice / posteriori: Multi-link, molle ad elica, barra stabilizzatrice | anteriori: MacPherson, molle ad elica, barra stabilizzatrice / posteriori: Multi-link, molle ad elica, barra stabilizzatrice |
| Freni                                                   | anteriori: a disco / posteriori: a disco                                                                                     | anteriori: a disco / posteriori: a disco                                                                                     | anteriori: a disco / posteriori: a disco                                                                                     | anteriori: a disco / posteriori: a disco                                                                                     | anteriori: a disco / posteriori: a disco                                                                                     |
| Pneumatici                                              | 215/65R16 | 215/65R16 | 215/65R16 | 215/65R16 | 215/65R16 |
| Prestazioni dichiarate                                  | | | | | |
| Velocità: 180 km/h                                      | Velocità: 180 km/h | Velocità: 180 km/h | Accelerazione: da 0 a 100km/h 12,5s                                                                                          | Accelerazione: da 0 a 100km/h 12,5s                                                                                          | Accelerazione: da 0 a 100km/h 12,5s                                                                                          |
| Consumi                                                 | Urbano 11,0 (l/100km) - Extraurbano 6,5 (l/100km) - Misto 8,0 (l/100km)                                                      | Urbano 11,0 (l/100km) - Extraurbano 6,5 (l/100km) - Misto 8,0 (l/100km)                                                      | Urbano 11,0 (l/100km) - Extraurbano 6,5 (l/100km) - Misto 8,0 (l/100km)                                                      | Urbano 11,0 (l/100km) - Extraurbano 6,5 (l/100km) - Misto 8,0 (l/100km)                                                      | Urbano 11,0 (l/100km) - Extraurbano 6,5 (l/100km) - Misto 8,0 (l/100km)                                                      |
| Omologazione: Euro 4                                    | Omologazione: Euro 4 | Omologazione: Euro 4 | Emissioni CO2: 196(g/km) | Emissioni CO2: 196(g/km) | Emissioni CO2: 196(g/km) |
| Altro                                                   | | | | | |
| Rapporto di compressione                                | 10:1 | 10:1 | 10:1 | 10:1 | 10:1 |